# Tran Crag
Der Tran Crag (englisch; bulgarisch Трънски камък Transki kamak) ist ein 490 m hoher Nunatak auf der Livingston-Insel im Archipel der Südlichen Shetlandinseln. In den Tangra Mountains ragt er 1,94 km westsüdwestlich des St. Boris Peak, 1,39 km nordnordöstlich des Stambolov Crag und 3,7 km südöstlich des Willan-Nunatak auf.
Bulgarische Wissenschaftler nahmen von 2004 bis 2005 Vermessungen vor. Die bulgarische Kommission für Antarktische Geographische Namen benannte ihn 2005 nach der Stadt Tran im Westen Bulgariens.